# Damnaššara-Sphingen

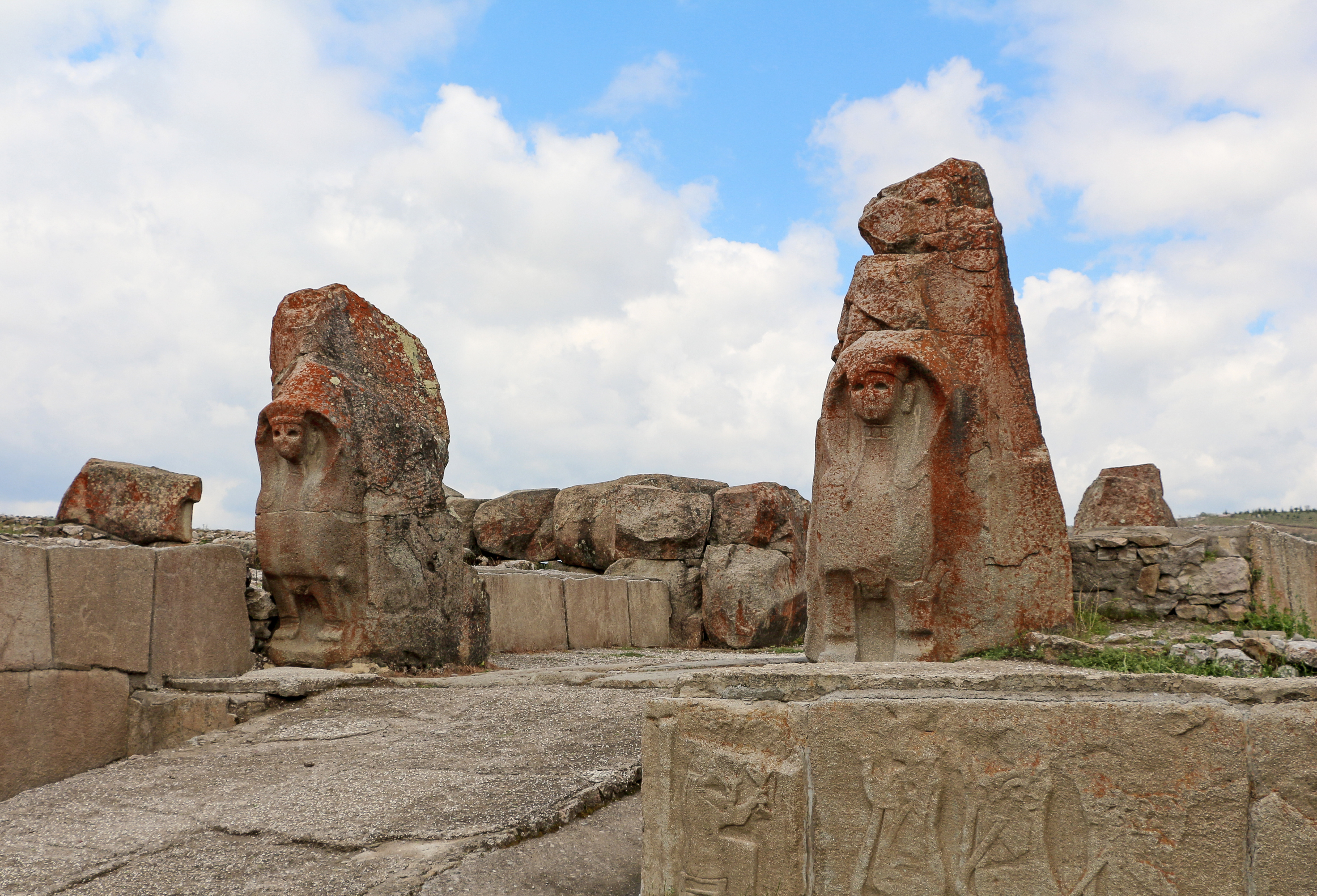
Sphingen als Torwächter in Alaca Höyük.

Die Damnaššara-Sphingen sind hethitische Göttinnen in der Gestalt von Sphingen.
Bei den Damnaššara-Sphingen handelt es sich um Doppelgottheiten, wie auch aus der Namensform Damnaššareš, dem Plural, ersichtlich wird. Bei den Sphingengöttinnen handelt es sich um Torwächtergottheiten. Bei den Sphingen, die an den Toren des Palastes von Alaca Höyük dargestellt sind, könnte es sich demnach um die Damnaššara-Sphingen handeln, ebenso bei den Figuren am Sphinxtor in Ḫattuša. In den Opferlisten für die Opferrunden im Tempel des Wettergottes in der hethitischen Hauptstadt Ḫattuša stehen die Damnaššareš direkt neben dem Gott Šuwaliyat (auch als Doppelgottheit Šuwaliyateš), was darauf hindeuten könnte, dass es sich auch bei dieser Gottheit um eine Wächtergottheit handelt.
In einem seiner Pestgebete berichtet Hethiterkönig Muršili II. davon, dass die Damnaššara-Sphingen im Tempel des Wettergottes über einen zwischen Hethitern und Ägyptern geschlossenen Eid wachten. Genauso beobachteten sie auch die richtige Ausführung der vom hethitischen König durchgeführten Riten. Ein schlecht erhaltener Ritualtext berichtet davon, dass den Damnaššareš Ochsenschädel geopfert wurden.
Eine ähnliche Funktion als Torwächter haben die Šalawaneš.